# 시그프뢰드 이바르손
시그프뢰드 이바르손(고대 노르드어: Sigfrøðr Ívarrsson, ? ~ 888년), 게일어로는 시크프리흐 막 이마르(아일랜드어: Sichfrith mac Ímair)는 9세기 더블린 왕국의 왕이다. 이바르의 아들로서 이바르 왕조에 속한다.
881년 형 바르드 이바르손이 죽자 왕위를 물려받았다. 바르드는 둘리크로 약탈원정을 나갔다가 돌아와서 죽었는데, 둘리크 주교 성 키어난이 그의 죽음에 관련되어 있는 것 같다.
시그프뢰드의 치세 때 에린의 바이킹 세력 사이에 내분이 있었다. 서로 싸운 두 집단 중 한쪽을 "밝은 이방인"이라는 뜻의 둡갈이라 하고 다른 한쪽을 "어두운 이방인"이라는 뜻의 핑갈이라고 한다. 둡갈은 남이넬 왕국과 연합하여 핑갈과 대적했다. 밝고 어두운 이방인이라는 것이 무슨 뜻인지는 다소 논쟁의 대상이나, 대체로 둡갈이 에린 땅에 처음 도래해 가장 오래 살아온 바이킹들이고, 핑갈은 그보다 뒤에 도래한 바이킹들이라고 해석된다. 올라프, 아우드기슬, 이바르, 할프단 및 그 후예들은 대개 핑갈의 지도자로 여겨지며, 시그프뢰드도 그 중 하나였다. 둡갈의 지도자는 이아른크네(Iarnkné)의 아들 오타르(Óttar)로 생각되며, 오타르는 이바르 형제들과 싸웠던 말 세크날 왕의 딸 미르겔(Muirgel)과 동맹했다. 둡갈 측이 883년 아우드기슬의 아들(이름은 불명)을 죽이는 등 다소 선전했다.
시그프뢰드는 888년 일가붙이에게 살해당했다. 왕위는 동생 시그트뤼그 이바르손이 계승했다.

## 참고 자료
- “The Annals of Ulster”. 《Corpus of Electronic Texts》 15 Augu 2012판. University College Cork. 2012. 2014년 11월 23일에 확인함.
- “Chronicon Scotorum”. 《Corpus of Electronic Texts》 24 March 2010판. University College Cork. 2010. 2014년 11월 26일에 확인함.
- Cogan, Anthony (1862). 《The diocese of Meath, ancient and modern》.
- Downham, Clare (2007). 《Viking Kings of Britain and Ireland: The Dynasty of Ívarr to A.D. 1014》. Edinburgh: Dunedin Academic Press. ISBN 978-1-903765-89-0.
- Holman, Katherine (2012년 4월 26일). 《The Northern Conquest: Vikings in Britain and Ireland》. Andrews UK Limited. ISBN 978-1-908493-53-8.
- Murphy, D, 편집. (1896). 《The Annals of Clonmacnoise》. Dublin: Royal Society of Antiquaries of Ireland. Accessed via Internet Archive.

| 바르드 이바르손 | 제3대 더블린 국왕 881년–888년 | 시그트뤼그 이바르손 |